# Mailbird
Mailbird è un client di posta elettronica per sistemi operativi desktop Windows 7, 8 e 10, ispirato da Sparrow per macOS.
È stato premiato come miglior software di posta elettronica per Windows nel 2015 e nel 2014 da IT World e nel 2013 da PC World. Il client di posta elettronica si differenzia da altri noti client come Mozilla Thunderbird, Outlook e Windows Live Mail soprattutto per avere un design semplice e moderno, focalizzato sulla velocità e sulla produttività.
La sede dell'azienda è nella Livit Tech Startup Ecosystem a Bali, Indonesia.
Nel marzo 2015, Mailbird ha pubblicato la versione 2.0, con nuove funzionalità come il posticipo delle email, la lettura rapida dei messaggi e integrazioni con Facebook, WhatsApp, Veeting Rooms e altri.
Richiede le librerie .NET Framework; supporta i protocolli IMAP e POP3, e i server Exchange; è disponibile anche in lingua italiana.

## Storia
La prima versione di Mailbird è stata sviluppata nel gennaio 2012 dai co-fondatori danesi Michael Olsen e Michael Bodekaer. Gli imprenditori hanno voluto sviluppare un nuovo software innovativo che potesse competere con le alternative del mercato, colmando le mancanze e risolvendo i difetti. Tra febbraio e marzo 2012, dopo i primi feedback incoraggianti, Olsen e Bodekaer decidono di fondare l'omonima azienda creando un gruppo di lavoro che si occupi dello sviluppo del software.
Nel gennaio 2013, Mailbird ha avviato un programma beta, accessibile solo su invito.
Il 1 aprile 2013 Mailbird Beta è stato rilasciato al pubblico.
Il 27 gennaio 2014 Mailbird 1.0 è stato rilasciato al pubblico.
Il 17 marzo 2015 Mailbird 2.0 è stato rilasciato al pubblico. La versione 2.0 ha una rinnovata interfaccia grafica, la funzionalità di posticipo delle email (snooze), la lettura rapida e facilitata dei messaggi e l'integrazione con molte applicazioni di terze parti come Veeting Rooms (videoconferenze), Asana, WhatsApp, Google Calendar e altre.
Dal 17 marzo 2016 Mailbird supporta l'autenticazione Google tramite OAuth 2.0 che facilità la procedura di aggiunta degli account Gmail quando l'autenticazione a due fattori è attiva sull'account.